# Honorius II
Ne doit pas être confondu avec Honorius II (antipape).
Pour les articles homonymes, voir Honoré II et Scannabecchi.
Honorius II aussi appelé Honoré II (né Lamberto Scannabecchi), est le cardinal d'Ostie à partir de 1117. Il devient par la suite le 163e pape de l’Église catholique à avoir été élu et à avoir régné comme tel. Son règne débute du 21 décembre 1124 jusqu'à sa mort, dans la nuit du 13 au 14 février 1130. Après avoir connu un court règne de cinq ans et deux mois de pontificat, il est inhumé dans la basilique Saint-Jean du Latran après son décès.
Comme légat du pape, il participe au concordat de Worms de 1122. C'est pendant son pontificat que sont approuvés les prémontrés, et l'ordre du Temple en 1129 lors du concile de Troyes.
Lamberto est né dans une famille simple dans le hameau de Fiagnano dans le village de Casalfiumanese près d'Imola en Italie. Au XIIe siècle, une telle carrière n'est pas impossible et démontre des qualités hors normes, reconnu par certains de ses pairs comme un génie. Ses études le recommandent au pape Pascal II qui l'appelle à ses côtés à Rome. Lamberto est l'un des cardinaux qui ont accompagné Gélase II dans son exil de 1118-1119. Ayant fait la démonstration de son opposition au droit de l'Empereur à choisir les évêques de son empire (voir la querelle des Investitures), Lamberto devenait un choix naturel pour être envoyé comme légat auprès d'Henri V, Roi des Romains et empereur du Saint-Empire romain germanique en 1119 avec l'autorité pour obtenir un accord sur le droit d'investiture. Cette opposition s'est soldée par une entente avec la signature du concordat de Worms, le « Pactum Calixtinum » (dont on peut dire qu'il est aussi Pactum Lamberti) le 23 septembre 1122. Le concordat de Worms ordonnait entre autres que l'empereur devait obéir au pape qui peut lui seul retirer son excommunication. Elle ordonnait également le retour des biens ayant été dérobés par l'une des deux parties à leurs propriétaires respectifs.
Le nom d'Honorius II avait aussi été porté au siècle précédent par l'antipape Honorius II (Pierre Cadalus), mais celui-ci n'a jamais été reconnu comme pape légitime, ayant régné comme tel de 1061 à 1072.

## Élection
Lamberto Scannabecchi fut élu dans un contexte de tensions entre deux groupes dominants, les Frangipani et les Pierleoni, concernant le successeur de Calixte II. Lamberto, élu pape croyait fortement qu’il ne méritait pas de s’asseoir sur le Saint-Siège par manque de légitimité. La riche famille des Pierleoni désirait, de plus, mettre sur le trône Célestin II, afin d’asseoir leur influence plus solidement à Rome. Celestin II prit le contrôle de la ville et de Lamberto qui abdiqua du trône après seulement quelques jours de règne. Cependant, le règne de Célestin II fut tout aussi bref, puisqu’il décida également de refuser finalement la tiare, devant le risque d'un schisme conduit par les Frangipani. En sept jours, l’Église catholique avait donc connu deux papes éphémères. Une troisième élection, redonna le trône pontifical à Lamberto Scannabecchi qui se nomma Honorius II. Sa première renonciation fut tenue pour une preuve d’humilité et renforça son autorité et son affection auprès des cardinaux Les Pierleoni acceptèrent finalement cette élection en échange de faveurs, principalement monétaires.

## Règne

### Ses débuts
Il est difficile pour les historiens de retracer l’histoire de son règne, faute de sources, de lettres écrites conservées, ce qui ne permet pas d'eclairer le conflit avec les Normands. De plus, contrairement à ses prédécesseurs, Honorius II a commencé son règne N’ayant sans effectifs militaires ni ressources financières et a en conséquence passé une partie de son court règne à guerroyer et à se financer. Il a entre autres dû faire face à des pillages de monastères et d'abbayes ainsi qu'à de la corruption parmi certains membres du clergé. Il a ainsi dû condamner de nombreuses personnes à rembourser ou à rendre ce qui avait été dérobé, que ce soient des richesses ou encore des droits monastiques, réclamant même le retour de certains membres chrétiens auprès de leurs monastères, ayant eu usage de son importante influence pour arriver à ses fins et respecter l’ordre établi de l’Église. Il offrit même à un certain moment des indulgences ou encore des périodes de grâce aux croyants qui défendaient, à leurs frais, les différents abbayes et monastères des pillards et des Sarrasins.

### Tensions à l'extérieur de Rome
Malgré tout, durant les trois premières années de son règne, Honorius II n’avait guère trop de difficulté à maintenir l’ordre auprès des nobles de Rome, alors qu'il a eu plus d'oppositions dans d'autres régions, comme dans la région italienne de Campanie. Les nobles qui résidaient dans celle-ci défiaient régulièrement son autorité, profitant de leur emplacement montagneuse afin de faire pression sur le pape. Cette résistance conduisit le pape à entrer dans des querelles pour rétablir son autorité auprès de ses fidèles.

### Unification et réformation de l'Église
Il entreprit également durant son règne à restituer la centralisation des pouvoirs canoniques auprès du siège pontifical. Il agissait donc en tant qu'arbitre, de juge dans les cas d'excommunication et confiscation des bénéfices, des biens de fidèles par les membres ecclésiastiques, ce qui ne faisaient pas l'unanimité de ces derniers, tel était le cas avec l'archevêque de Tours, Hildebert. Ce fut cependant sous son règne que la réformation pontificale s'amorça, notamment dans le diocèse de Tours, après que le pape permit le transfert d'Hildebert en tant qu'archevêque de Tours, alors que cet acte était pourtant prohibé selon les traditions canoniques.

## Influence

### Auprès du Saint-Empire romain germanique
Honorius II fut tout autant important dans les décisions entourant les monarchies européennes, mais plus particulièrement celles entourant le Saint-Empire romain germanique dont les candidats étaient élus par le pape. Tout comme l’empereur Henri V avait exercé une influence sur le choix et l’investiture de celui-ci, le pape succédant à Calixte II a également exercé une certaine influence sur le choix du successeur qui deviendrait Roi des Romains. À la mort d’Henri V, celui-ci n’ayant eu aucune progéniture masculine pour lui succéder, ce fut donc le pape Honorius II qui exerça dès lors la tâche de choisir le futur Roi des Romains. Ce fut alors Lothaire qui fut élu comme successeur, favorisé par l'évêque de Rome. De plus, Honorius II profita des conséquences du concordat de Worms pour préserver une certaine harmonie avec l’empire, dressant de nouvelles réformes par la même occasion. Lothaire de Supplinbourg, alors duc de Saxe et héritier parfait selon les membres ecclésiastiques pour succéder Roi des Romains à Henri V, fut élu le 29 aout 1125. Enfin, afin de défendre le royaume de Lothaire, le pape excommunia deux des neveux de Henri V, faisant partie de la puissante famille allemande Hohenstaufen, qui auraient eu, eux aussi, une intention d’accéder au trône, Frédéric II de Hohenstaufen et Conrad III de Hohenstaufen.

### Royaume de Sicile et région des Pouilles
Malgré les pouvoirs et l'autorité qu'Honorius II possédait en tant que pape, il ne possédait pas, à l'instar d'autres papes, la force de caractère absolue pour faire face à certaines tensions qui négligeaient l'ordre en Italie. Ce fut notamment le cas avec Roger II, roi de Sicile, qui désirait absorber la région des Pouilles dans son royaume. Honorius II tenta tant bien que mal de l'en empêcher, en formant une coalition de princes et en s'engageant dans une croisade, sans succès. Il dut se résoudre à accepter Roger II comme duc des Pouilles en 1128, montrant ainsi la faible capacité d'organisation et le manque d'autorité du pape.

## Personnalité

### Nature et proximité du pape envers les fidèles
Malgré sa brièveté, le règne d'Honorius fut bien plus paisible et favorable que celui de bien d’autres, avant comme après lui. Connu pour son caractère calme et humble, Honorius ne fut ni timide ni hésitant dans ses décisions, plus particulièrement quand il s’agissait d’agressions sur des institutions cléricales. Durant son règne, de nombreux monastères et abbayes étaient pillés, particulièrement par les Sarrasins ou par des membres du clergé corrompus. Honorius II, considéré par certains historiens comme un pape de transition, voire éphémère a, contrairement à ses prédécesseurs, fait tout de même preuve d'une proximité auprès de ses fidèles. Ainsi, les cardinaux choisis lors de sa seconde promotion de cardinaux en 1126, furent des membres issus de toutes les classes de la société, des nobles à la classe populaire  tel le prêtre Sigizzo Bianchelli qui devint ainsi cardinal de Saint Pierre et de Saint Marcellin et un de ses neveux, un religieux des Augustins, qui devait devenir le 168e pape en 1153 , pendant un an, sous le nom d'Anastase IV). Pape juste, qui n’acceptait pas la violence et ne la laissait donc pas impunie quand elle se présentait, il prit pour devise, « Oculi Domini super iustos ».

## Héritage

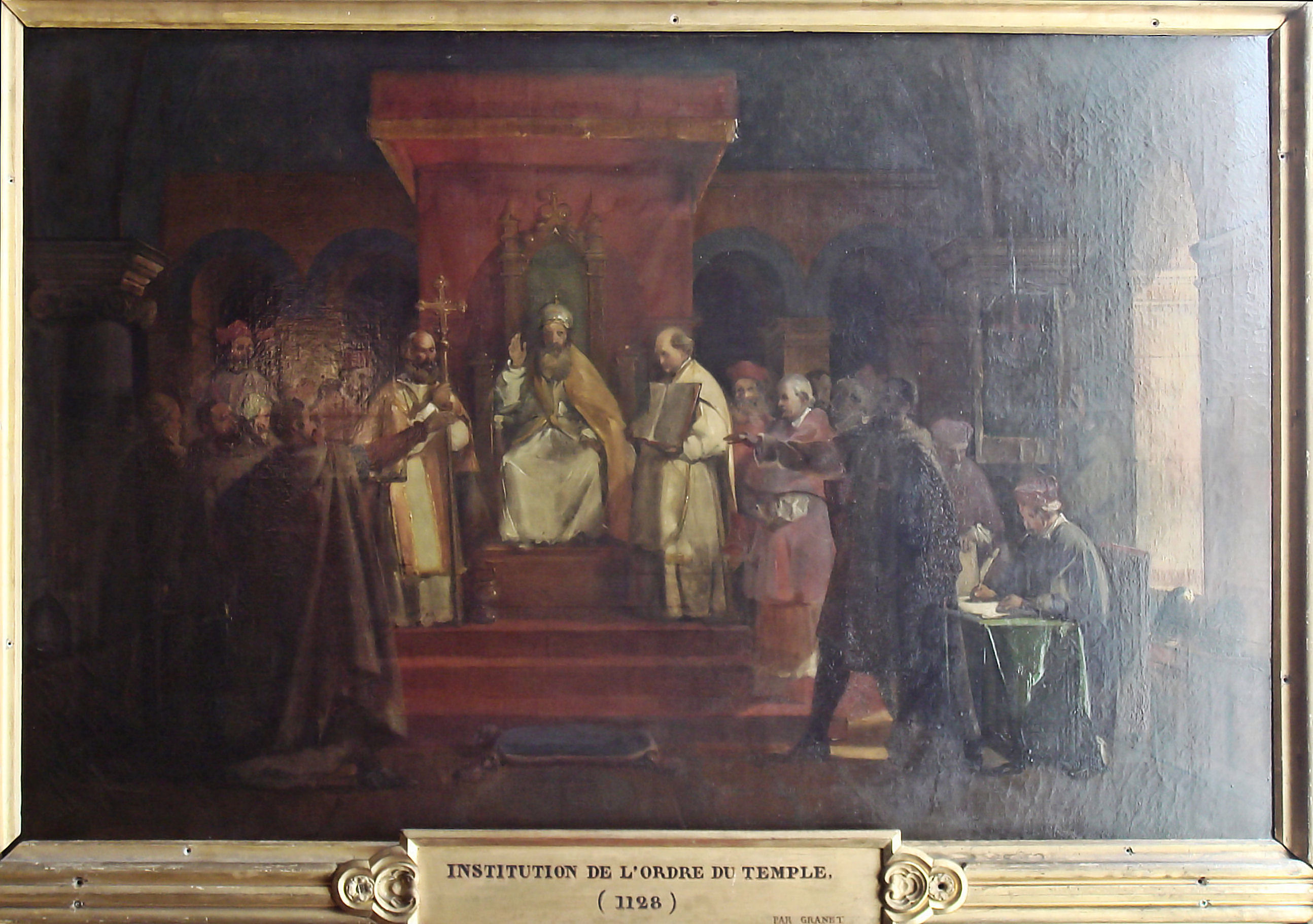
Concile de Troyes (1129).

Pour éviter une nouvelle élection confuse et tendue, l’élection du nouveau pape (Innocent) fut effectuée immédiatement après la mort d'Honorius II, qui n'eut donc aucune cérémonie funéraire particulière. Malgré sa fameuse humilité et transparence envers les membres ecclésiastiques ainsi que ses diverses actions au cours de son règne, il demeura un pape peu connu. Il fut toutefois admiré pour ses études et donc sa maîtrise dans divers sujets. Cependant, son absence sur la fresque murale de la chapelle de Saint-Nicolas, où figurent d’autres papes de son époque, a fait naître l’idée que le pape Honorius II ne fut pas compté comme faisant partie des papes réformistes, mais pourrait avoir été vu comme un des précurseurs du schisme de l’Église selon certains historiens. Il est tout autant difficile pour les historiens de situer certains événements ou correspondances auxquels Honorius II aurait pu jouer un rôle ou rédigés puisque certaines des lettres encore disponibles se trouvent être non datées. Cela a pour conséquence une connaissance abstraite de ses implications dans ces mêmes événements. Ce fut également sous son règne que l'Ordre du Temple fut officiellement reconnu par l'Église catholique lors du concile de Troyes en 1129 déclenché par le pape pour faire suite à la demande du fondateur de l'Ordre, Hugues de Payns.

### Ouvrages utilisés pour la rédaction de cet article
- Artaud de Montor, Histoire des souverains pontifes romains, Didot, 1846, 420 p.  (lire en ligne)
- (en) Arthur Hassall, Periods of European History...: The Empire and the Papacy 918-1273, Michigan, Rivingtons, 1899, 568 p.  (lire en ligne)
- (en) Enrico Veneziani, « SOME REMARKS ON THE ECCLESIOLOGY OF HONORIUS II’S PAPACY (1124-1130) - ALCUNE NOTE SULL’ECCLESIOLOGIA DEL PAPATO DI ONORIO II (1124-1130) », Rivista di storia della Chiesa in Italia, vol. 72, no 1, 2018, p.25-50. (lire en ligne)
- Honorius II, lettres et privilèges (1124-1130), édition dans la Patrologie latine.
- (en) Horace Kinder Mann, The Lives of the Popes in the Early Middle Ages Volume 8, Princeton, B. Herder, 1910, 354 p.  (lire en ligne)
- Jacques Lecoffre, Abrégé de l'histoire de l'Église depuis sa fondation jusqu'au règne de Pie IX. Par une religieuse ursuline du Sacré-Coeur, ABRÉGÉ, 1865, 1058 p.  (lire en ligne)
- Jean-Hervé Foulon, Église et réforme au Moyen Âge: Papauté, milieux réformateurs et ecclésiologie dans les Pays de la Loire au tournant des XIe – XIIe siècles, Louvain-la-Neuve, De Boeck Supérieur, 2008, 704 p.  (lire en ligne)
- Jules Renouard, Annuaire historique pour l'année, Société de l'histoire de France, 1851, 302 p.  (lire en ligne)
- Louis Moréri, Le Grand Dictionnaire Historique Ou Le Mélange Curieux De L'Histoire Sacrée Et Profane:... Le tout enrichi de Remarques, de Dissertations & de recherches curieuses... tirées de differens Auteurs, & sur tout du Dictionnaire Critique de M. Bayle. B - C Volume 2, Coignard, 1725, 874 p.  (lire en ligne))
- (en)Mary Stroll, Calixtus II (1119-1124): A Pope Born to Rule, Leiden, Brill, January 1st 2004, 560 p.  (lire en ligne)
- (de) Paul Adamczyk, Die Stellung des Papstes Honorius II. 1124-1130 zu den Klöstern, Abel, 1912, 76 p.  (lire en ligne
- (en) Robert Sommerville, « POPE HONORIUS II, CONRAD OF HOHENSTAUFEN, AND LOTHAR III », Archivum Historiae Pontificiae, vol. 10, 1972, p. 341-346. (lire en ligne)
- (en) Walter Ullman, A Short History of the Papacy in the Middle Ages, Londres, Routledge, 2003, 297 p.